# Lannea ebolowensis
Lannea ebolowensis är en sumakväxtart som beskrevs av Engl. & Brehmer. Lannea ebolowensis ingår i släktet Lannea och familjen sumakväxter. Inga underarter finns listade i Catalogue of Life.